# Puchar Świata w saneczkarstwie 2019/2020
Puchar Świata w saneczkarstwie 2019/2020 – 43. sezon Pucharu Świata w saneczkarstwie. Rozpoczął się 23 listopada 2019 roku w austriackim mieście Igls. Ostatnie zawody z tego cyklu zostały rozegrane 1 marca 2020 roku na torze w niemieckim Königssee. Rozegrane zostały 42 konkursy: po 9 konkursów indywidualnych kobiet, mężczyzn oraz dwójek mężczyzn, sześciokrotnie odbyły się również zawody sztafet. Podobnie jak w poprzednim sezonie odbyły się również zawody sprinterskie kobiet, mężczyzn oraz dwójek mężczyzn, które zostały przeprowadzone trzykrotnie. Są to dodatkowe trzy wyścigi dla najlepszej 15. zawodów Pucharu Świata. Zawody te są wliczane do klasyfikacji PŚ w danej konkurencji oraz prowadzona jest dodatkowa klasyfikacja dla tych zawodników, którzy wystartują we wszystkich tego typu startach w sezonie.
Podczas sezonu 2019/2020 odbyły się dwie imprezy, na których rozdane zostały medale. Podczas zawodów Pucharu Świata w norweskim Lillehammer odbyły się jednocześnie mistrzostwa Europy. Natomiast główną imprezą tego sezonu były mistrzostwa świata w Soczi.
W sezonie 2019/2020 z powodu ciąży niestartowały Niemki Natalie Geisenberger i Dajana Eitberger, a także Tatjana Hüfner, która po poprzednim sezonie zakończyła sportową karierę.

## Kalendarz Pucharu Świata
| Lp. | Data                          | Miejscowość | Konkurencja                                  | 1. miejsce                                                                            | 2. miejsce                                                                           | 3. miejsce                                                                            |
| --- | ----------------------------- | ----------- | -------------------------------------------- | ------------------------------------------------------------------------------------- | ------------------------------------------------------------------------------------ | ------------------------------------------------------------------------------------- |
| 1.  | 23-24 listopada 2019          | Igls        |                                              |                                                                                       |                                                                                      |                                                                                       |
| 1.  | 23-24 listopada 2019          | Igls        | Jedynki kobiet                               | Tatjana Iwanowa                                                                       | Summer Britcher                                                                      | Julia Taubitz Jessica Tiebel                                                          |
| 1.  | 23-24 listopada 2019          | Igls        | Jedynki mężczyzn                             | Jonas Müller                                                                          | Roman Riepiłow                                                                       | Dominik Fischnaller                                                                   |
| 1.  | 23-24 listopada 2019          | Igls        | Dwójki mężczyzn                              | Niemcy Toni Eggert · Sascha Benecken                                                  | Niemcy Tobias Wendl · Tobias Arlt                                                    | Austria Thomas Steu · Lorenz Koller                                                   |
| 1.  | 23-24 listopada 2019          | Igls        | Sztafeta mieszana                            | Włochy Andrea Vötter · Dominik Fischnaller · Ivan Nagler · Fabian Malleier            | Austria Lisa Schulte · Jonas Müller · Thomas Steu · Lorenz Koller                    | Niemcy Julia Taubitz · Felix Loch · Toni Eggert · Sascha Benecken                     |
| 2.  | 30 listopada - 1 grudnia 2019 | Lake Placid |                                              |                                                                                       |                                                                                      |                                                                                       |
| 2.  | 30 listopada - 1 grudnia 2019 | Lake Placid | Jedynki kobiet                               | Julia Taubitz                                                                         | Emily Sweeney                                                                        | Wiktoria Diemczenko                                                                   |
| 2.  | 30 listopada - 1 grudnia 2019 | Lake Placid | Sprint kobiet                                | Julia Taubitz                                                                         | Summer Britcher                                                                      | Emily Sweeney                                                                         |
| 2.  | 30 listopada - 1 grudnia 2019 | Lake Placid | Jedynki mężczyzn                             | Jonas Müller                                                                          | Tucker West                                                                          | Dominik Fischnaller                                                                   |
| 2.  | 30 listopada - 1 grudnia 2019 | Lake Placid | Sprint mężczyzn                              | Roman Riepiłow                                                                        | Tucker West                                                                          | Jonas Müller                                                                          |
| 2.  | 30 listopada - 1 grudnia 2019 | Lake Placid | Dwójki mężczyzn                              | Niemcy Tobias Wendl · Tobias Arlt                                                     | Niemcy Toni Eggert · Sascha Benecken                                                 | Austria Thomas Steu · Lorenz Koller                                                   |
| 2.  | 30 listopada - 1 grudnia 2019 | Lake Placid | Sprint dwójek mężczyzn                       | Łotwa Andris Šics · Juris Šics                                                        | Niemcy Toni Eggert · Sascha Benecken                                                 | Niemcy Tobias Wendl · Tobias Arlt                                                     |
| 3.  | 13-14 grudnia 2019            | Whistler    |                                              |                                                                                       |                                                                                      |                                                                                       |
| 3.  | 13-14 grudnia 2019            | Whistler    | Jedynki kobiet                               | Tatjana Iwanowa                                                                       | Anna Berreiter                                                                       | Wiktoria Diemczenko                                                                   |
| 3.  | 13-14 grudnia 2019            | Whistler    | Sprint kobiet                                | Tatjana Iwanowa                                                                       | Emily Sweeney                                                                        | Cheyenne Rosenthal                                                                    |
| 3.  | 13-14 grudnia 2019            | Whistler    | Jedynki mężczyzn                             | Roman Riepiłow                                                                        | Felix Loch                                                                           | Dominik Fischnaller                                                                   |
| 3.  | 13-14 grudnia 2019            | Whistler    | Sprint mężczyzn                              | Reinhard Egger                                                                        | Roman Riepiłow                                                                       | Jonas Müller                                                                          |
| 3.  | 13-14 grudnia 2019            | Whistler    | Dwójki mężczyzn                              | Niemcy Toni Eggert · Sascha Benecken                                                  | Niemcy Tobias Wendl · Tobias Arlt                                                    | Rosja Wsewołod Kaszkin · Konstantin Korszunow                                         |
| 3.  | 13-14 grudnia 2019            | Whistler    | Sprint dwójek mężczyzn                       | Niemcy Toni Eggert · Sascha Benecken                                                  | Niemcy Tobias Wendl · Tobias Arlt                                                    | Rosja Wsewołod Kaszkin · Konstantin Korszunow                                         |
| 4.  | 11-12 stycznia 2020           | Altenberg   |                                              |                                                                                       |                                                                                      |                                                                                       |
| 4.  | 11-12 stycznia 2020           | Altenberg   | Jedynki kobiet                               | Julia Taubitz                                                                         | Tatjana Iwanowa                                                                      | Andrea Vötter                                                                         |
| 4.  | 11-12 stycznia 2020           | Altenberg   | Jedynki mężczyzn                             | David Gleirscher                                                                      | Dominik Fischnaller                                                                  | Felix Loch                                                                            |
| 4.  | 11-12 stycznia 2020           | Altenberg   | Dwójki mężczyzn                              | Austria Thomas Steu · Lorenz Koller                                                   | Niemcy Toni Eggert · Sascha Benecken                                                 | Rosja Aleksandr Dienisjew · Władisław Antonow                                         |
| 4.  | 11-12 stycznia 2020           | Altenberg   | Sztafeta mieszana                            | Rosja Tatjana Iwanowa · Siemion Pawliczenko · Aleksandr Dienisjew · Władisław Antonow | Niemcy Julia Taubitz · Felix Loch · Toni Eggert · Sascha Benecken                    | Włochy Andrea Vötter · Dominik Fischnaller · Emanuel Rieder · Simon Kainzwaldner      |
| ME  | 18-19 stycznia 2020           | Lillehammer | 51. Mistrzostwa Europy w Saneczkarstwie 2020 | 51. Mistrzostwa Europy w Saneczkarstwie 2020                                          | 51. Mistrzostwa Europy w Saneczkarstwie 2020                                         | 51. Mistrzostwa Europy w Saneczkarstwie 2020                                          |
| 5.  | 18-19 stycznia 2020           | Lillehammer |                                              |                                                                                       |                                                                                      |                                                                                       |
| 5.  | 18-19 stycznia 2020           | Lillehammer | Jedynki kobiet                               | Tatjana Iwanowa                                                                       | Summer Britcher                                                                      | Julia Taubitz                                                                         |
| 5.  | 18-19 stycznia 2020           | Lillehammer | Jedynki mężczyzn                             | Dominik Fischnaller                                                                   | Siemion Pawliczenko                                                                  | Roman Riepiłow                                                                        |
| 5.  | 18-19 stycznia 2020           | Lillehammer | Dwójki mężczyzn                              | Rosja Aleksandr Dienisjew · Władisław Antonow                                         | Austria Thomas Steu · Lorenz Koller                                                  | Rosja Władisław Jużakow · Jurij Prochorow                                             |
| 5.  | 18-19 stycznia 2020           | Lillehammer | Sztafeta mieszana                            | Austria Madeleine Egle · David Gleirscher · Thomas Steu · Lorenz Koller               | Włochy Andrea Vötter · Dominik Fischnaller · Ivan Nagler · Fabian Malleier           | Łotwa Ulla Zirne · Kristers Aparjods · Andris Šics · Juris Šics                       |
| 6.  | 25-26 stycznia 2020           | Sigulda     |                                              |                                                                                       |                                                                                      |                                                                                       |
| 6.  | 25-26 stycznia 2020           | Sigulda     | Jedynki kobiet                               | Julia Taubitz                                                                         | Tatjana Iwanowa                                                                      | Elīza Cauce                                                                           |
| 6.  | 25-26 stycznia 2020           | Sigulda     | Sprint kobiet                                | Julia Taubitz                                                                         | Wiktoria Diemczenko                                                                  | Tatjana Iwanowa                                                                       |
| 6.  | 25-26 stycznia 2020           | Sigulda     | Jedynki mężczyzn                             | Johannes Ludwig                                                                       | Roman Riepiłow                                                                       | David Gleirscher                                                                      |
| 6.  | 25-26 stycznia 2020           | Sigulda     | Sprint mężczyzn                              | Siemion Pawliczenko                                                                   | Dominik Fischnaller                                                                  | David Gleirscher                                                                      |
| 6.  | 25-26 stycznia 2020           | Sigulda     | Dwójki mężczyzn                              | Łotwa Andris Šics · Juris Šics                                                        | Niemcy Tobias Wendl · Tobias Arlt                                                    | Niemcy Toni Eggert · Sascha Benecken                                                  |
| 6.  | 25-26 stycznia 2020           | Sigulda     | Sprint dwójek mężczyzn                       | Łotwa Kristens Putins · Imants Marcinkevics                                           | Włochy Emanuel Rieder · Simon Kainzwaldner · Łotwa Andris Šics · Juris Šics          | -                                                                                     |
| 7.  | 1-2 lutego 2020               | Oberhof     |                                              |                                                                                       |                                                                                      |                                                                                       |
| 7.  | 1-2 lutego 2020               | Oberhof     | Jedynki kobiet                               | Anna Berreiter                                                                        | Tatjana Iwanowa                                                                      | Summer Britcher                                                                       |
| 7.  | 1-2 lutego 2020               | Oberhof     | Jedynki mężczyzn                             | Johannes Ludwig                                                                       | Siemion Pawliczenko                                                                  | Inārs Kivlenieks                                                                      |
| 7.  | 1-2 lutego 2020               | Oberhof     | Dwójki mężczyzn                              | Niemcy Tobias Wendl · Tobias Arlt                                                     | Łotwa Andris Šics · Juris Šics                                                       | Niemcy Robin Geueke · David Gamm                                                      |
| 7.  | 1-2 lutego 2020               | Oberhof     | Sztafeta mieszana                            | Niemcy Anna Berreiter · Johannes Ludwig · Tobias Wendl · Tobias Arlt                  | Stany Zjednoczone Summer Britcher · Tucker West · Chris Mazdzer · Jayson Terdiman    | Łotwa Kendija Aparjode · Inārs Kivlenieks · Andris Šics · Juris Šics                  |
| MŚ  | 15–16 lutego 2020             | Soczi       | 49. Mistrzostwa Świata w Saneczkarstwie 2020 | 49. Mistrzostwa Świata w Saneczkarstwie 2020                                          | 49. Mistrzostwa Świata w Saneczkarstwie 2020                                         | 49. Mistrzostwa Świata w Saneczkarstwie 2020                                          |
| 8.  | 22-23 lutego 2020             | Winterberg  |                                              |                                                                                       |                                                                                      |                                                                                       |
| 8.  | 22-23 lutego 2020             | Winterberg  | Jedynki kobiet                               | Elīza Cauce                                                                           | Tatjana Iwanowa                                                                      | Julia Taubitz                                                                         |
| 8.  | 22-23 lutego 2020             | Winterberg  | Jedynki mężczyzn                             | Johannes Ludwig                                                                       | Kristers Aparjods                                                                    | Sebastian Bley                                                                        |
| 8.  | 22-23 lutego 2020             | Winterberg  | Dwójki mężczyzn                              | Rosja Aleksandr Dienisjew · Władisław Antonow                                         | Łotwa Oskars Gudramovičs · Pēteris Kalniņš                                           | Polska Wojciech Chmielewski · Jakub Kowalewski                                        |
| 8.  | 22-23 lutego 2020             | Winterberg  | Sztafeta mieszana                            | Rosja Tatjana Iwanowa · Siemion Pawliczenko · Aleksandr Dienisjew · Władisław Antonow | Włochy Sandra Robatscher · Dominik Fischnaller · Emanuel Rieder · Simon Kainzwaldner | Łotwa Elīza Cauce · Kristers Aparjods · Oskars Gudramovičs · Pēteris Kalniņš          |
| 9.  | 29 lutego - 1 marca 2020      | Königssee   |                                              |                                                                                       |                                                                                      |                                                                                       |
| 9.  | 29 lutego - 1 marca 2020      | Königssee   | Jedynki kobiet                               | Anna Berreiter                                                                        | Julia Taubitz                                                                        | Wiktoria Diemczenko                                                                   |
| 9.  | 29 lutego - 1 marca 2020      | Königssee   | Jedynki mężczyzn                             | Siemion Pawliczenko                                                                   | Jonas Müller                                                                         | Roman Riepiłow                                                                        |
| 9.  | 29 lutego - 1 marca 2020      | Königssee   | Dwójki mężczyzn                              | Niemcy Toni Eggert · Sascha Benecken                                                  | Niemcy Tobias Wendl · Tobias Arlt                                                    | Łotwa Andris Šics · Juris Šics                                                        |
| 9.  | 29 lutego - 1 marca 2020      | Königssee   | Sztafeta mieszana                            | Niemcy Anna Berreiter · Felix Loch · Toni Eggert · Sascha Benecken                    | Stany Zjednoczone Summer Britcher · Tucker West · Chris Mazdzer · Jayson Terdiman    | Rosja Wiktoria Diemczenko · Siemion Pawliczenko · Władisław Jużakow · Jurij Prochorow |

## Klasyfikacje

### Jedynki kobiet
| Miejsce | Zawodnik              | Reprezentacja     | Punkty |
| ------- | --------------------- | ----------------- | ------ |
| 1.      | Julia Taubitz         | Niemcy            | 965    |
| 2.      | Tatjana Iwanowa       | Rosja             | 957    |
| 3.      | Wiktoria Diemczenko   | Rosja             | 722    |
| 4.      | Anna Berreiter        | Niemcy            | 637    |
| 5.      | Summer Britcher       | Stany Zjednoczone | 523    |
| 6.      | Jekatierina Katnikowa | Rosja             | 519    |
| 7.      | Andrea Vötter         | Włochy            | 486    |
| 8.      | Kendija Aparjode      | Łotwa             | 457    |
| 9.      | Elīza Cauce           | Łotwa             | 456    |
| 10.     | Cheyenne Rosenthal    | Niemcy            | 396    |
| ...     | ...                   | ...               | ...    |
| 31.     | Klaudia Domaradzka    | Polska            | 94     |
| 43.     | Natalia Jamróz        | Polska            | 34     |

### Jedynki mężczyzn
| Miejsce | Zawodnik            | Reprezentacja | Punkty |
| ------- | ------------------- | ------------- | ------ |
| 1.      | Roman Riepiłow      | Rosja         | 765    |
| 2.      | Dominik Fischnaller | Włochy        | 749    |
| 3.      | Siemion Pawliczenko | Rosja         | 741    |
| 4.      | Johannes Ludwig     | Niemcy        | 645    |
| 5.      | Jonas Müller        | Austria       | 556    |
| 6.      | David Gleirscher    | Austria       | 549    |
| 7.      | Felix Loch          | Niemcy        | 482    |
| 8.      | Reinhard Egger      | Austria       | 464    |
| 9.      | Max Langenhan       | Niemcy        | 462    |
| 10.     | Kristers Aparjods   | Łotwa         | 456    |
| ...     | ...                 | ...           | ...    |
| 25.     | Mateusz Sochowicz   | Polska        | 155    |
| 38.     | Kacper Tarnawski    | Polska        | 66     |

### Dwójki mężczyzn
| Miejsce | Zawodnik                              | Reprezentacja | Punkty |
| ------- | ------------------------------------- | ------------- | ------ |
| 1.      | Toni Eggert Sascha Benecken           | Niemcy        | 872    |
| 2.      | Tobias Wendl Tobias Arlt              | Niemcy        | 847    |
| 3.      | Andris Šics Juris Šics                | Łotwa         | 720    |
| 4.      | Aleksandr Dienisjew Władisław Antonow | Rosja         | 630    |
| 5.      | Oskars Gudramovičs Pēteris Kalniņš    | Łotwa         | 543    |
| 6.      | Robin Geueke David Gamm               | Niemcy        | 542    |
| 7.      | Thomas Steu Lorenz Koller             | Austria       | 486    |
| 8.      | Władisław Jużakow Jurij Prochorow     | Rosja         | 476    |
| 9.      | Emanuel Rieder Simon Kainzwaldner     | Włochy        | 466    |
| 10.     | Wsewołod Kaszkin Konstantin Korszunow | Rosja         | 456    |
| 11.     | Wojciech Chmielewski Jakub Kowalewski | Polska        | 424    |

### Sztafety mieszane
| Miejsce | Reprezentacja     | Punkty |
| ------- | ----------------- | ------ |
| 1.      | Włochy            | 431    |
| =       | Rosja             | 431    |
| 3.      | Niemcy            | 415    |
| 4.      | Łotwa             | 380    |
| 5.      | Austria           | 291    |
| 6.      | Słowacja          | 277    |
| 7.      | Stany Zjednoczone | 270    |
| 8.      | Ukraina           | 249    |
| 9.      | Polska            | 237    |
| 10.     | Czechy            | 148    |
| =       | Kanada            | 148    |

### Sprint kobiet
| Miejsce | Zawodnik             | Reprezentacja     | Strata  |
| ------- | -------------------- | ----------------- | ------- |
| 1.      | Julia Taubitz        | Niemcy            | -       |
| 2.      | Tatjana Iwanowa      | Rosja             | + 0,330 |
| 3.      | Wiktoria Diemczenko  | Rosja             | + 0,384 |
| 4.      | Emily Sweeney        | Stany Zjednoczone | + 0,451 |
| 5.      | Jekaterina Katnikowa | Rosja             | + 0,550 |
| 6.      | Kendija Aparjode     | Łotwa             | + 0,593 |
| 7.      | Anna Berreiter       | Niemcy            | + 0,623 |
| 8.      | Natalie Maag         | Szwajcaria        | + 0,658 |

### Sprint mężczyzn
| Miejsce | Zawodnik            | Reprezentacja | Strata |
| ------- | ------------------- | ------------- | ------ |
| 1.      | Roman Riepiłow      | Rosja         | -      |
| 2.      | Siemion Pawliczenko | Rosja         | +0,072 |
| 3.      | Reinhard Egger      | Austria       | +0,231 |
| 4.      | Max Langenhan       | Niemcy        | +0,454 |
| 5.      | Wolfgang Kindl      | Austria       | +0,593 |
| 6.      | Johannes Ludwig     | Niemcy        | +0,801 |

### Sprint dwójek mężczyzn
| Miejsce | Zawodnik                              | Reprezentacja | Strata |
| ------- | ------------------------------------- | ------------- | ------ |
| 1.      | Andris Šics Juris Šics                | Łotwa         | -      |
| 2.      | Toni Eggert Sascha Benecken           | Niemcy        | +0,014 |
| 3.      | Tobias Wendl Tobias Arlt              | Niemcy        | +0,015 |
| 4.      | Władisław Jużakow Jurij Prochorow     | Rosja         | +0,401 |
| 5.      | Robin Geueke David Gamm               | Niemcy        | +0,544 |
| 6.      | Tristan Walker Justin Snith           | Kanada        | +0,930 |
| 7.      | Aleksandr Dienisjew Władisław Antonow | Rosja         | +1,047 |
| 8.      | Wojciech Chmielewski Jakub Kowalewski | Polska        | +1,079 |
| 9.      | Ludwig Rieder Patrick Rastner         | Włochy        | +1,561 |
| 10.     | Oskars Gudramovičs Pēteris Kalniņš    | Łotwa         | +2,672 |